# Bobby Rascoe
Robert Byron Rascoe (Condado de Trigg, Kentucky; 22 de julio de 1940-Bowling Green, Kentucky; 24 de agosto de 2024)fue un baloncestista estadounidense. 

## Carrera deportiva
Jugó en la American Basketball Association (ABA) con los Kentucky Colonels. El 29 de diciembre de 2012, la Western Kentucky University honró los logros de Rascoe retirando su camiseta en las vigas del E.A. Diddle Arena.
Falleció el 24 de agosto de 2024 en Bowling Green (Kentucky) a los 84 años de edad.